# Avenida Quiroga
La Avenida Quiroga o Calle 36 Sur es una arteria vial que se localiza en el sur de Bogotá (Localidad de Rafael Uribe Uribe). Lleva su nombre al barrio homónimo que lo atraviesa.

## Trazado
Nace en el cruce de la Avenida Caracas en el piedemonte del barrio montañoso de El Pesebre, donde su trazado sur va directo al norte hasta la Carrera 25,en el cual gira al noroccidente entre los barrios Bravo Paéz y El Inglés, al que sirve de frontera entre estos últimos. A partir de la Carrera 25 la Avenida se parte en dos por el canal de Río Seco hasta la Carrera 27, donde se enlaza con la Avenida Jorge Gaitán Cortés en inmediaciones de Matatigres. 
Dado que no hay comunicación vial directa con el barrio Villa Mayor sino por el puente peatonal y retornos algo lejanos, la Avenida se prolonga por unos metros más hasta la Autopista NQS en cercanías a la estación de TransMilenio de la Calle 38 sur.
Esta avenida es de vital importancia para los residentes del barrio Quiroga y los transeúntes de la ciudad que necesitan un viaje más directo hacia el centro y norte de la urbeasí como al municipio de Soacha.

### Servicios alimentadores
El sistema masivo TransMilenio provee una ruta alimentadora que parte de la estación Calle 40 Sur de la troncal Caracas Sur:
- Ruta 7.3 circular al barrio Inglés con paraderos en los barrios Quiroga y Bravo Paez en las dos paradas de desalimentación y Con Samore en las cuatro últimas de alimentación entre las carreras 20 a 27.[2]

### Servicios zonales
- B631 Paraíso-Av Cl 134 pasa por la avenida desde la Carrera 24 (Quiroga) hasta la Carrera 26G (Matatigres). Tres paradas.[3]

## Sitios importantes de la vía
- IED Bravo Paez
- Alameda (Barrio Quiroga)
- Centro de Salud Bravo Paez
- Alameda Río Seco
- Centro comercial Centro Mayor